# CZW SAG-30
SAG-30 je ruční granátomet ráže 30 mm od české zbrojovky CZW. Poloměr smrtícího účinku zbraně při použití munice VOG 17 je cca 7,5 m. Od roku 2008 je tento typ granátometu ve výzbroji speciálních jednotek armády USA.